# Vendsko vprašanje
Vendsko vprašanje ali Vendska teorija (madžarsko Vendkérdés, prekmursko Vendsko, ali Vendiško pítanje) je teorija o prekmurskih in porabskih Slovencih v 19. in 20. stoletju. Ta teorija je želela dokazati, da Slovani med Muro in Rabo niso Slovenci. Madžarski nacionalisti in madžaroni so poskusili preprečiti, da bi si Slovenija ali Jugoslavija lastili ogrske Slovence. Vendsko vprašanje je podobno vindišarski teoriji.
Prvo teorijo je izumil Já Čaplovič, ki v svojem delu v nemščini trdi, da so Slovenci v Slovenski okroglini Vendi (Wenden) in niso enaki kot kranjski in štajerski Slovenci ter Hrvati. Kljub temu je Madžar Lajos Bitnitz potrdil slovensko narodnost teh ljudi, ker se Slovani med Muro in Rabo istovetijo s Slovenci. Štefan Küzmič je leta 1771 v Predgovoru svojega prevoda Nove zaveze (Nouvi Zákon) napisal, da v Slovenski okroglini Slovenci živijo kakor na Kranjskem in Štajerskem, vendar se njihov jezik razlikuje od jezika drugih Slovencev. Ravno tako so menili Mikloš Küzmič, Štefan Sijarto ter prvi sombotelski škof János Szily.
Madžarska manjšinska politika je leta 1867 uradno izjavila, da v Slovenski krajini živijo Vendi ali Vendsloveni, ki imajo madžarsko dušo, zato jih je potrebno pomadžariti. Evangeličanski duhovnik Janoš Kardoš je to teorijo podpiral, ker ni želel biti blizu kranjskim Slovencem, namreč kranjski Slovenci so skoraj vsi katoliki, zato se je Kardoš bal, da evangeličani med katoliškimi Slovenci ne bodo obdržali svoje vere. Evangeličanska stranka je podpirala Madžare in vendsko teorijo, dokler so katoliški ogrski Slovenci pospešili združitev. Nekaj katolikov pa je tudi podpiralo vendsko teorijo, kot npr. gančanski učitelj Mikloš Lutar, kančevski župnik Štefan Selmar, števanovski župnik János Szerényi (pravi priimek je Janoš Cvörnjek) in učitelj Jožef Pustaj (pravi priimek je Pozderec). Med evangeličani je bilo tudi nekaj oseb, ki so simpatizirali s Slovenci, npr. Ivan Berke, duhovnik v Križevcih.
Najbolj absurdno teorijo o Slovencih je zasnoval fizik Sándor Mikola leta 1920. V svojih šovinističnih brošurah in člankih je na eni strani trdil, da so Prekmurci in Porabci (oz. Vendi) potomci Keltov, ki so praprebivalci v Karpatskem bazenu, na drugi strani pa, da so Vendi poslovanjenii Madžari: Slovane so naselili madžarski veleposestniki v pokrajino med Muro in Rabo, ki so asimilirali tamkajšnje Madžare. Mikola ni imel konkretnih dokazov, da bi podkrepil svoje trditve, v teh brošurah samo politizira ali šovinistično ocenjuje slovenski narod in slavi Madžare. Madžarska iredentna politika je sprejela in uzakonila Mikoleva ponarejanja zgodovine ter kaznovala tiste, ki so o teh teorijah podvomili.
Po drugi svetovni vojni, v 50-ih letih, je stalinistična Rákosijeva diktatura še vedno forsirala vendsko vprašanje. V tem času so porabske Slovence deportirali z izgovorom, da so vohuni titoistične Jugoslavije in da hočejo Slovenci biti. V 60-ih letih so sprejeli, da so Porabci tudi Slovenci, vendar so v ozadju še vedno propagirali teorijo, da bi razpalili mržnjo proti Jugoslaviji.